# Arbeiterkammergesetz
Das Bundesgesetz über die Kammern für Arbeiter und Angestellte und die Bundeskammer für Arbeiter und Angestellte (Arbeiterkammergesetz 1992 – AKG) bildet die rechtliche Grundlage für die österreichischen Arbeiterkammern. 

## Geschichte
Schon im 19. Jahrhundert tauchte die Forderung auf, nach dem Beispiel der Handelskammer, der Ärzte- und Architektenkammer auch eine Arbeiterkammer als gesetzliche Interessensvertretung der Arbeitnehmer einzurichten. Allerdings konnte diese Forderung erst nach dem Ersten Weltkrieg durchgesetzt werden. Am 26. Februar 1920 beschloss der Nationalrat mit den Stimmen aller Fraktionen, das von Sozialminister Ferdinand Hanusch initiierte Arbeiterkammergesetz, nach welchem nun in jedem Bundesland eine solche Kammer eingerichtet werden konnte. Wien und Niederösterreich besaßen von 1920 bis 1934 eine gemeinsame Arbeiterkammer.
Die Arbeiterkammern stellen eine österreichische Besonderheit dar. Ursprünglich waren zwei unterschiedliche Sektionen für Arbeiter und Angestellte vorgesehen. Durch eine Gesetzesnovelle vom 1. Oktober 1920 wurde für die Mitarbeiter der Unternehmungen des öffentlichen Verkehrs eine weitere Sektion eingerichtet. In jedem der neun Bundesländer besteht eine eigene Arbeiterkammer. Gemeinsam bilden sie die Bundesarbeitskammer, die für ganz Österreich zuständig ist. Zur Koordinierung der Aktivitäten wurde der – zumindest zweimal jährlich tagende – Österreichische Arbeiterkammertag eingerichtet.
Nach der Ausschaltung des österreichischen Parlaments im Frühjahr 1933 gab es keine AK-Wahlen mehr. Mit 1. Jänner 1934 wurden Regierungskommissäre eingesetzt und Verwaltungskommissionen ernannt. Im folgenden Ständestaat wurden die Arbeiterkammern in das System des staatlich kontrollierten „Gewerkschaftsbundes der österreichischen Arbeiter und Angestellten“ eingegliedert. Die nationalsozialistischen Machthaber lösten sie dann 1938 ganz auf.
Die Gesetzgebung der zweiten demokratischen Republik knüpfte direkt an die der ersten an. Bereits am 20. Juli 1945 beschloss der Nationalrat auch die Wiedererrichtung der Arbeiterkammern in demokratischer Selbstverwaltung. Die Neufassung des AK-Gesetzes 1954 brachte vor allem eine klarere Festlegung der Zugehörigkeit und der Aufgaben sowie genauere Bestimmungen zum Wahlrecht. Als neues AK-Organ wurden die Fachausschüsse in Nachfolge der, bis dahin außerhalb der AK bestehenden Gehilfenausschüsse, eingerichtet.
Das Arbeiterkammergesetz 1954 blieb – immer wieder durch die Erneuerung einzelner Bestimmungen aktualisiert – fast 38 Jahre in Kraft. Nach dieser langen Zeit wurde eine große Reform notwendig. Sie wurde mit dem Arbeiterkammergesetz 1992 eingeleitet und auf der Grundlage des neuen Gesetzes in den folgenden Jahren weitergeführt.